# Слива напівщетиняста
Слива напівщетиняста, вишня напівщетиняста (Prunus × subhirtella) – це наукова назва гібрида між Prunus itosakura та Prunus incisa (Mamezakura). Це невелике листопадне квітуче дерево, що походить з Японії, але невідоме в дикій природі.
До назви «сакура» японські дендрологи зазвичай відносять види P. serrulata Lindl. , P. campanulata Maxim., P. glandulosa (Hook.) Torr. & A.Gray, P. jamasakura Siebold, P. lannesiana (Carrière) E.H.Wilson, P. sargentii Rehder, P. sieboldii Koidz., P. subhirtella Miq. та P. yedoensis Matsum.
|                            |
| P. ×subhirtella 'Omoigawa' |

|                                |
| P. ×subhirtella 'Ujou-shidare' |

|                                |
| P. ×subhirtella 'Ujou-shidare' |